# دراسات النوم

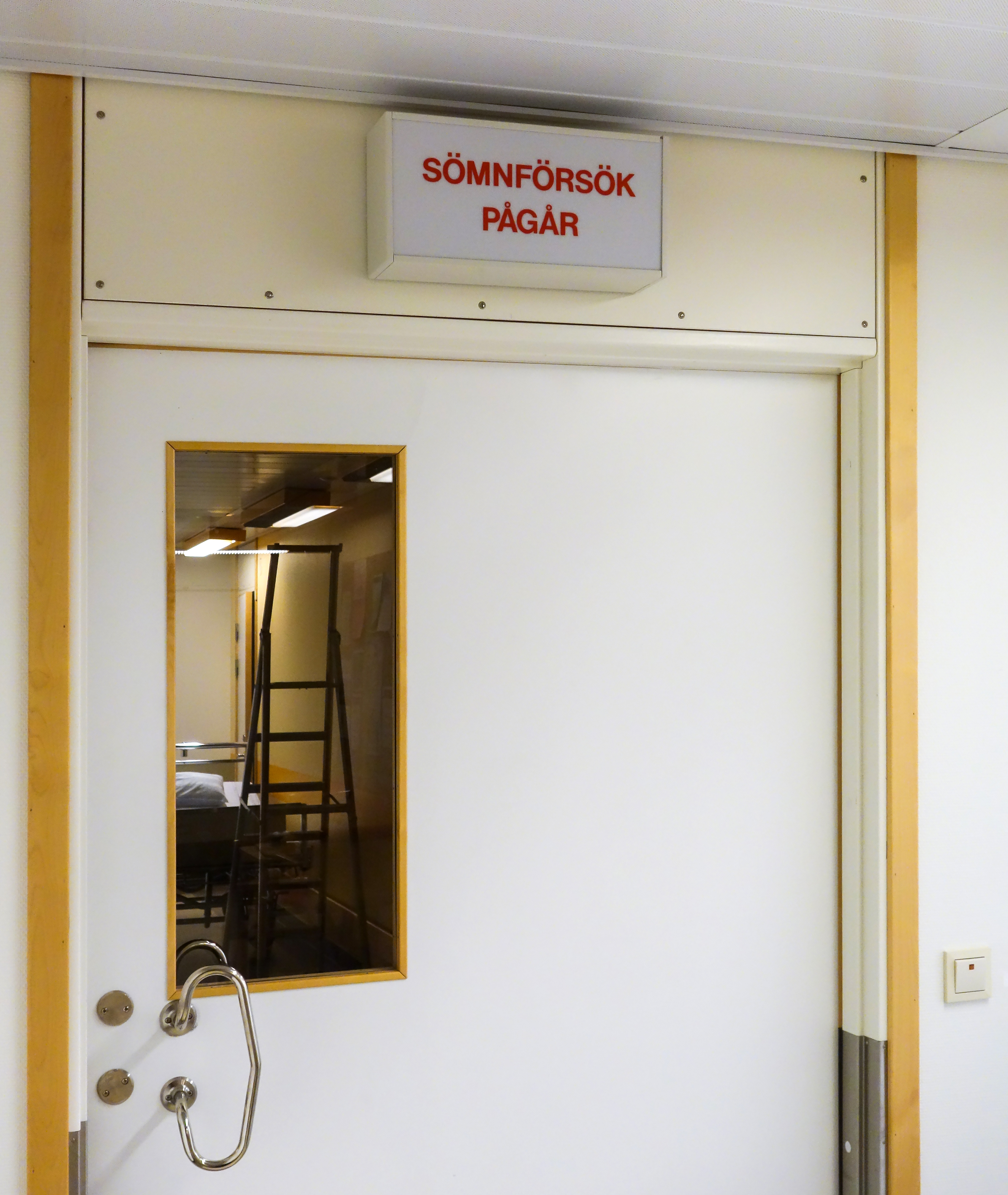
التوقيع: Sömnförsök pågår (دراسة نوم جارية) ، غرفة دراسات النوم في مستشفى NÄL ، السويد

دراسات النوم هي اختبارات لتسجيل نشاط الجسم أثناء النوم. وتعتبر مفيدة في تحديد اضطرابات النوم . تخطيط النوم ، وهو نوع من دراسة النوم، هو المعيار الذهبي لاستبعاد أو تشخيص توقف التنفس أثناء النوم . إذا لم تتمكن الدراسات المنزلية من كشف انقطاع النفس الانسدادي أثناء النوم بينما ظلّ المريض يعاني من نوم غير كاف والنعاس أثناء النهار، فقد يكون من الضروري إجراء فحص النوم المتعدد في المختبر للعثور على الاضطرابات الأخرى المحتملة.

## الفائدة
يمكن أن تساعد دراسات النوم في تشخيص أو استبعاد التالي:
- اضطرابات التنفس المرتبطة بالنوم ، مثل توقف التنفس أثناء النوم [2][3]
- اضطرابات النوبات المرتبطة بالنوم [2]
- اضطرابات الحركة المرتبطة بالنوم، مثل اضطراب حركة الأطراف الدورية، وهو تكرار ارتعاش العضلات في القدمين والساقين أو الذراعين أثناء النوم.[2][3] يمكن استخدام دراسات النوم لتشخيص أو استبعاد متلازمة تململ الساقين (RLS). ومع ذلك، عادة ما يتم تشخيص RLS بناء على علامات وأعراض، التاريخ الطبي، والفحص البدني.[2]
- مشاكل النوم ليلا ( الأرق )  : بسبب الإجهاد أو الاكتئاب أو الجوع أو الانزعاج الجسدي أو أي مشكلة أخرى [3]
- اضطرابات النوم التي تسبب التعب الشديد أثناء النهار، مثل الخدار [2][3] أو اضطرابات النوم الإيقاعية .
- مشاكل في السلوكيات الليلية، مثل المشي أثناء النوم أو الهلع الليلي أو التبول في الفراش [3]
- صريف الأسنان أو طحنها أثناء النوم [1]
- مشاكل النوم أثناء النهار بسبب العمل ليلا أو العمل بنظام الدوران. وتسمى هذه المشكلة النوم التحول اضطراب النوم العمل .[3]
- يمكن أن تحدد دراسات النوم أيضًا مشاكل مراحل النوم . فئتان أساسيتان للنوم هما حركة العين غير السريعة (NREM) والنوم السريع لحركة العين (REM). في العادة، تشكل أربعة إلى خمس مجموعات من NREM و REM ليلة نوم. قد يؤدي التغيير في هذه الدورة إلى صعوبة النوم بشكل سليم.[3]

## الأنواع
دراسات النوم الأكثر شيوعًا هي:

### دراسة النوم البسيطة
تتم دراسة النوم البسيطة في المنزل.

### دراسة النوم المتعددة / تخطيط النوم
تسجل عملية تخطيط النوم العديد من وظائف الجسم أثناء النوم، بما في ذلك نشاط المخ، وحركة العين، ومستويات الدم من الأكسجين وثاني أكسيد الكربون، ومعدل ضربات القلب والإيقاع، ومعدل التنفس والإيقاع، وتدفق الهواء عبر الفم والأنف، والشخير، وحركات عضلات الجسم، والصدر وحركة البطن.

### اختبار زمن النوم المتعدد (MSLT)
يقيس هذا الاختبار الوقت المستغرق للنوم عند الأشخاص من خلال العديد من الغفوات في يوم واحد. كما يكشف أيضاً عن مرحلة حركة العين السريعة يظهر أثناء النوم. وعادة ما يتم تنفيذها مباشرة بعد نوم ليلة واحدة.

### اختبار اليقظة (MWT)
يقيس هذا الاختبار درجة اليقظة خلال أوقات اليقظة الطبيعية. يتم إجراء هذا الاختبار في مركز تشخيص النوم خلال 4 إلى 5 فترات قيلولة. يشير متوسط زمن بداية النوم أقل من 10 دقائق إلى النعاس المفرط أثناء النهار.

### اختبار النوم في المنزل (HST)
يستخدم اختبار النوم المنزلي أيضًا الذي يُطلق عليه اختبار خارج مركز النوم (OCST) حصريًا لتشخيص توقف التنفس أثناء النوم. يتم إرسال المعدات المحمولة إلى المنزل مع المريض. يقتصر هذا الاختبار عادةً على تدفق الهواء والجهد التنفسي وقياس التأكسج. [بحاجة لمصدر]